# Asplenium diplazioides
Asplenium diplazioides là một loài dương xỉ trong họ Aspleniaceae. Loài này được Hook. & Arn. mô tả khoa học đầu tiên năm 1832.
Danh pháp khoa học của loài này chưa được làm sáng tỏ. 